# Chambourg-sur-Indre
Chambourg-sur-Indre település Franciaországban, Indre-et-Loire megyében. Lakosainak száma 1235 fő (2022. január 1.). Chambourg-sur-Indre Chédigny, Azay-sur-Indre, Chanceaux-près-Loches, Dolus-le-Sec, Ferrière-sur-Beaulieu, Loches és Saint-Quentin-sur-Indrois községekkel határos.

## Népesség
A település népességének változása:
| Lakosok száma | 883  | 857  | 1080 | 1272 | 1372 | 1371 | 1291 | 1250 | 1248 | 1235 |
|               | 1968 | 1982 | 1990 | 2006 | 2013 | 2015 | 2017 | 2019 | 2020 | 2022 |